# Mordecai and the Rigbys
Mordecai and the Rigbys (рус. Мордекай и Ригби) — 12 эпизод первого сезона мультсериала «Обычный мультик».

## Синопсис
Мордекай и Ригби готовятся к музыкальному концерту, который состоится в кофейне.

## Сюжет
Мордекай и Ригби заказали поддельные ленточные футболки с принтом «Mordecai and Rigbys». Когда Маргарет видит эту футболку на Ригби, она предлагает ему и Мордекаю  выступить в открытом конкурсе талантов ночью возле кофейного магазина. Надеясь произвести впечатление на Маргарет,  Мордекай говорит Ригби, что они подготовятся благодаря Попсу. Забрав все записи, пара по ним пытается научиться играть, но у них не получается. Когда Ригби пытается играть все записи одновременно,  появляются они в будущем. Поскольку они стали успешными рок-звёздами после конкурса, они помогают Мордекаю и Ригби подготовиться к шоу талантов ночью.
Мордекай и Ригби из будущего играют очень хорошо, к удивлению Мордекая и Ригби. После подготовки выяснилось,  что друзья не умеют играть на гитаре. Однако, они из будущего дают им специальные медиаторы,  уверяя, что они сделают всю работу. К удивлению друзей, играли они хорошо. Но вскоре Мордекай заметил, что они играют под аудиозапись. Расстроенный этим открытием, Мордекай останавливает выступление и признается, что он и Ригби  не имеют музыкальных способностей, следовательно,  они использовали аудиозапись. Мордекай разрывает в клочья свою футболку, чтобы не  стать известным с помощью такого обмана. После этого пара из будущего исчезает.
Маргарет и Мордекай встречаются после шоу, но к огорчению Мордекая, она с радостью знакомит его со своим новым бойфрендом, народным гитаристом, выступавшим перед Мордекаем и Ригби.

## Персонажи
- Мордекай
- Ригби
- Мордекай и Ригби из будущего
- Маргарет
- Бенсон
- Скипс
- Попс
- Масл Мен

## Критика
Этот эпизод был оценён критиками и поклонниками. Он заработал 8,4 / 10 на IMDb и 7.1 / 10 на TV.com.

## Факты
- В этом эпизоде играет песня «Party Tonight».